# 어셔가의 몰락 (1928년 프랑스 영화)
《어셔가의 몰락》(The Fall Of The House Of Usher, La Chute De La Maison Usher)은 프랑스에서 제작된 장 엡스탱 감독의 1928년 공포 영화이다.
영화 비평가 로저 이버트는 이 영화를 자신의 "최고의 영화" 목록에 포함시켰다.

## 출연
- Marguerite Gance
- Jean Debucourt
- Charles Lamy

## 기타
- 원작자: 에드거 앨런 포

## 같이 보기
- 어셔가의 몰락 (1928년 미국 영화)